# Nationale 1 1967-1968
La Nationale 1 1967-1968 è stata la 46ª edizione del massimo campionato francese di pallacanestro maschile. La vittoria finale è stata ad appannaggio dell'ASVEL.

## Risultati

### Stagione regolare
|     | Squadra        | G  | V  | N | P  | PF   | PS   | Diff. | Bonus | P.ti | Qualificazione            |
| --- | -------------- | -- | -- | - | -- | ---- | ---- | ----- | ----- | ---- | ------------------------- |
| 1.  | ASVEL          | 22 | 17 | 1 | 4  | 1668 | 1362 | +306  | 10    | 67   |                           |
| 2.  | SA Lione       | 22 | 16 | 0 | 6  | 1712 | 1445 | +267  | 10    | 64   |                           |
| 3.  | Vichy          | 22 | 16 | 0 | 6  | 1663 | 1468 | +195  | 9     | 63   |                           |
| 4.  | Bagnolet       | 22 | 13 | 1 | 8  | 1821 | 1749 | +72   | 8     | 57   |                           |
| 5.  | Denain         | 22 | 14 | 0 | 8  | 1701 | 1632 | +69   | 5     | 55   |                           |
| 6.  | SCM Le Mans    | 22 | 10 | 2 | 10 | 1681 | 1690 | -9    | 6     | 50   |                           |
| 7.  | ABC Nantes     | 22 | 11 | 0 | 11 | 1469 | 1485 | -16   | 5     | 49   |                           |
| 8.  | Caen           | 22 | 8  | 2 | 12 | 1553 | 1684 | -131  | 5     | 45   |                           |
| 9.  | RCM Tolosa     | 22 | 8  | 1 | 13 | 1384 | 1568 | -184  | 2,5   | 41,5 | retrocesse in Nationale 2 |
| 10. | ASPO Tours     | 22 | 6  | 1 | 15 | 1414 | 1593 | -179  | 1     | 36   | retrocesse in Nationale 2 |
| 11. | P.U.C.         | 22 | 5  | 0 | 17 | 1462 | 1685 | -223  | 1,5   | 33,5 | retrocesse in Nationale 2 |
| 12. | R.C. de France | 22 | 4  | 0 | 18 | 1611 | 1778 | -167  | 3     | 33   | retrocesse in Nationale 2 |

| Nationale 1 1967-1968 |
| --------------------- |
| ASVEL 9º titolo       |

## Formazione vincitrice
| N° | Naz.               | Ruolo | Sportivo      |  | Alt. |  |
| -- | ------------------ | ----- | ------------- |  | ---- |  |
|    | Francia (bandiera) | A     | Alain Durand  |  | 202  |  |
|    | Francia (bandiera) | P     | Alain Gilles  |  | 188  |  |
|    | Francia (bandiera) | AG    | Henri Grange  |  | 193  |  |
|    | Francia (bandiera) | P     | Michel Le Ray |  | 184  |  |